# M'Boi Mirim
M'Boi Mirim est un quartier du district de Jardim Ângela, dans la zone sud de la municipalité brésilienne de São Paulo, dans l'État homonyme. Il donne son nom à la sous-préfecture de M'Boi Mirim. Il est classé par le CRECI comme « zone de valeur E », comme d'autres quartiers de la capitale : Campo Limpo, Brasilândia et Itaim Paulista.

## Toponyme
Le toponyme M'Boi Mirim est d'origine tupi : il signifie « petit serpent », en joignant mboîa (serpent) et mirim (petit). Le nom se prononce ême-boi mirim.

## Histoire
Les origines du quartier remontent au début du XVIIIe siècle, avec la création de la colonie jésuite de Mboy, à 36 km du centre de São Paulo de Piratininga. Après la création de la Vila de Santo Amaro en 1852, Mboy est inclus dans son territoire.